# 存有
在哲學中，存有（梵語：अस्ति；希臘語：Είναι；拉丁語：Esse；法語：Être；德語：Sein；英語：Being）是指事物的物質或非物質存在。 任何存在的事物都是存有。本體論是研究存有的哲學分支。存有是一個包含客觀和主觀存在特徵的概念。 任何參與存有的東西也被稱為“存有”，儘管這種用法通常僅限於具有主觀性的實體（如“人類存有”（英語：Human being）一詞，意指人類個體等概念）。從西方哲學開始，前蘇格拉底派試圖以可理解的方式部署它。認識和定義這個概念的早期貢獻之一來自巴門尼德。
作為近代的一個例子，馬丁·海德格爾（Martin Heidegger）（他借鑒了古希臘的資料）採用術語此在（德語：Dasein）以闡明這個主題。 幾種現代方法建立在海德格爾等歐洲大陸範例的基礎上，並將形而上學的結果應用於對人類心理學和人類狀況的一般理解（特別是在存在主義傳統中）。相比之下，在主流分析哲學中，主題更多地局限於抽象調查，在威拉德·范奧曼·奎因（W. V. O. Quine）等有影響力的理論家的作品中，僅舉幾例。威廉·詹姆斯（William James）在 1909 年闡明了在各種文化和傳統（如美洲原住民）中已考慮過並繼續影響哲學家的最基本問題之一：“世界是如何形成的？在這裡，而不是在它的位置上可以想像的非實體？……從無到存有沒有邏輯橋樑”。
對於存有的討論，經常與對心理學，或生而為生命的本質，以及為生存而面對的一般狀況、一般問題有關。在基督教神學，對存有的討論，直接連結到上帝的本質。